# Condado de Barrow
El condado de Barrow (en inglés: Barrow County) es un condado en el estado estadounidense de Georgia. En el censo de 2000 el condado tenía una población de 46 144 habitantes. La sede de condado es Winder. El condado es parte del área metropolitana de Atlanta. Fue formado en 1914 a partir de porciones de los condados de Jackson, Gwinnett y Walton. Fue nombrado en honor a David Crenshaw Barrow, Jr., quien fue canciller de la Universidad de Georgia.

## Geografía
Según la Oficina del Censo, el condado tiene un área total de 422 km² (163 sq mi), de la cual 420 km² (162 sq mi) es tierra y 2 km² (1 sq mi) (0,41%) es agua.

### Condados adyacentes
- Condado de Hall (norte)
- Condado de Clarke (este)
- Condado de Jackson (este)
- Condado de Oconee (sureste)
- Condado de Walton (sur)
- Condado de Gwinnett (oeste)

## Autopistas importantes
- Interestatal 85
- U.S. Route 29
- Ruta Estatal de Georgia 8
- Ruta Estatal de Georgia 11
- Ruta Estatal de Georgia 53
- Ruta Estatal de Georgia 81
- Ruta Estatal de Georgia 82
- Ruta Estatal de Georgia 124
- Ruta Estatal de Georgia 211
- Ruta Estatal de Georgia 316

## Demografía
En el  censo de 2000 hubo 46 144 personas, 16 354 hogares, y 12 543 familias residiendo en el condado. La densidad poblacional era de 284 personas por milla cuadrada (110/km²). En el 2000 había 17 304 unidades unifamiliares en una densidad de 107 por milla cuadrada (41/km²). La demografía del condado era de 84,84% blancos, 9,72% afroamericanos, 0,30% amerindios, 2,20% asiáticos, 0,04% isleños del Pacífico, 1,50% de otras razas y 1,40% de dos o más razas. 3,16% de la población era de origen hispano o latino de cualquier raza. 
La renta promedio para un hogar del condado era de $45 019 y el ingreso promedio para una familia era de $49 722. En 2000 los hombres tenían un ingreso per cápita de $34 510 versus $23 369 para las mujeres. La renta per cápita para el condado era de $18 350 y el 8,30% de la población estaba bajo el umbral de pobreza nacional.

## Ciudades y pueblos
- Auburn
- Bethlehem
- Braselton
- Carl
- Russell
- Statham
- Winder